# Melhania tomentosa
Melhania tomentosa är en malvaväxtart som beskrevs av John Ellerton Stocks och Maxwell Tylden Masters. Melhania tomentosa ingår i släktet Melhania och familjen malvaväxter. Inga underarter finns listade i Catalogue of Life.